# Matriz São José do Operário

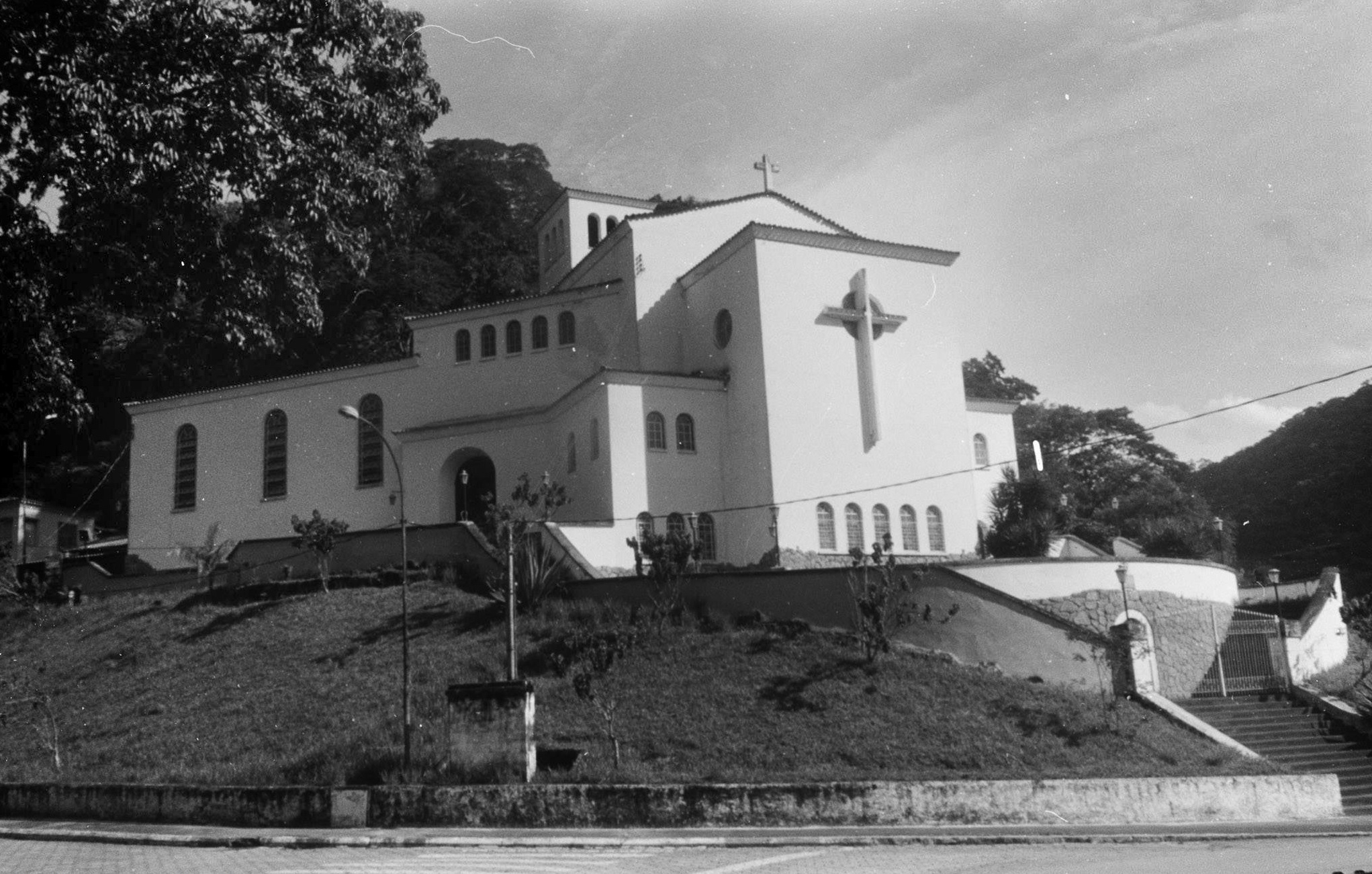

A Matriz São José do Operário, é uma igreja localizada no município brasileiro de João Monlevade e um dos símbolos da cidade. Construída durante a 2º Guerra Mundial pela Belgo (atualmente Arcelor Mittal) e doada anos depois a prefeitura. A Igreja é a única do mundo em formato de um V. Na frente da igreja há uma imagem de um bispo com as mãos em formato de um V. A escada, externa à Igreja e que dá acesso a mesma, é em formato de cálice. Também faz parte do entorno, uma gruta dedicada à Nossa Senhora de Lourdes.
No dia 25 de Setembro de 1948, a comunidade cristã monlevadense inaugurava a Matriz de São José do Operário no bairro Tieté, projetada pelo arquiteto Yaro Burian, no estilo “V Disfarçado” por solicitação da Companhia Siderúrgica Belgo Mineira (CSBM). “V Disfarçado” é uma alusão à Vitória, saudando o fim da Guerra (1942/1945), cujo slogan era inspirado na causa de Cristo, destacando o imensurável valor cultural do templo. O programa da festa lembra que o arquiteto Yaro Burian deixou perpetuado o “V Disfarçado” de Vereda, Verdade e Vida. É um templo diferente, onde o verde da floresta e o clima da arquitetura favorecem a espiritualidade e o encontro íntimo com Deus.
No início da década de 40, a grande novidade da região era a atuação em expansão da Belgo Mineira, na época cumprindo sua função social e exercendo um papel paternalista, a empresa assegurava a seus trabalhadores e famílias a assistência médica, educação e moradia. Sabendo da grande importância da formação religiosa dentro da comunidade, sabedora da necessidade da criação de um espaço para celebração de Missas que eram realizadas na Fazenda Solar, pelo Padre de Rio Piracicaba, Levi de Vasconcelos, começou a construção da Igreja em Monlevade, que aconteceu em tempo recorde de 1942 a 1946 a Belgo Mineira providenciou a compra de todos os equipamentos, sinos, imagens e móveis para a Igreja. O então Arcebispo de Mariana Dom Helvécio Gomes, apresentou três sugestões para Padroeiro da Igreja: Santo Elói, Santa Bárbara e São José. A escolha coube ao Cônego José Higino de Freitas: “SÃO JOSÉ”, para representar os pais de famílias monlevadenses que em sua grande maioria eram metalúrgicos. A partir disso, Santa Bárbara e Santo Elói ganharam lugar nos altares laterais do templo, já São José, ficaria no lugar de destaque no hall da entrada principal.
Em 1959 e 1960 a Paróquia ganhou o concurso de sócios da rádio Atalaia, sendo a 1ª do país com o maior número de sócios fiéis da rádio. Como prêmio recebeu nos dois anos duas Imagens de Nossa Senhora Aparecida, já com 50 anos funcionando como paróquia e 56 desde o lançamento da Pedra Fundamental em abril de 1942, a Igreja São José Operário é a primeira plantada no solo árido de João Monlevade, dela saíram grandes líderes religiosos e comunitários que hoje são espalhados por todo país. Sua história também é marcada por tradicionais festas religiosas que mobilizam os cidadãos da cidade e de cidades vizinhas, como a vinda das Missões, Semana Santa, Corpus Christi e a Festa do Padroeiro.
Mais tarde no Ano de 2000, o então Bispo Diocesano, Dom Lélis Lara designou a Igreja de São José Operário como templo de peregrinação oficial durante o ano Santo. Tempo para meditar, usufruindo inclusive das indulgências plenárias concedidas pelo Papa. Em abril de 2011, Pe. Francisco Guerra tornou-se o administrador da Paróquia, sendo auxiliado pelo diácono Ricardo Caricati, que posteriormente já como Padre, foi nomeado como administrador da Paróquia.